# Vicia quadrijuga
Vicia quadrijuga — вид квіткових рослин з родини бобових (Fabaceae). Ареал: Туреччина (північно-східна Анатолія).

## Середовище
Зустрічається на осипі приблизно на висоті 1500 м над рівнем моря. Основними загрозами є втрата та деградація середовища існування, спричинені людиною, зокрема надмірне випасання худоби та скошування, а також ерозія.